# Dasyhelea yoshimurai
Dasyhelea yoshimurai är en tvåvingeart som beskrevs av Tokunaga 1940. Dasyhelea yoshimurai ingår i släktet Dasyhelea och familjen svidknott. Inga underarter finns listade i Catalogue of Life.